# Jag vill sjunga om Frälsarens kärlek
Jag vill sjunga om Frälsarens kärlek är en psalm med text skriven 1938 av Einar Rimmerfors och musik skriven 1950 av Gunno Södersten.

## Publicerad i
- Psalmer och Sånger 1987 som nr 373 under rubriken "Fader, Son och Ande - Jesus, vår Herre och broder".[1]